# Cal Castell
Cal Castell és una obra del Poal (Pla d'Urgell) declarada Bé Cultural d'Interès Nacional.

## Descripció
Casa senyorial de planta quadrada amb façana de pedra picada i la porta i les finestres allindades. Té tres plantes, la noble comunica amb el carrer mitjançant balcons amb barana de forja. Unes gàrgoles coronen la façana. En un cantó hi ha l'escut del marqués de Poal, amb la data de 1763. La casa ha sofert nombroses reformes per adaptar-la a noves necessitats.

## Història
Aquesta casa va ser construïda al segle xviii pel marqués de Poal, Antoni Desvalls i de Vergós.